# Президентские выборы в США (1789)
Первые президентские выборы в США прошли с 15 декабря 1788 года по 7 января 1789 года в соответствии с новой Конституцией, ратифицированной в 1788 году. Джордж Вашингтон был единогласно избран на первый из двух сроков в качестве президента, а Джон Адамс стал первым вице-президентом. Эти выборы стали первым общенациональными выборами президента в американской истории.

## История
Согласно Статьям Конфедерации, ратифицированным в 1781 году, в Соединенных Штатах не предусматривалась должность главы государства. Исполнительная функция правительства оставалась за законодательным органом, аналогично странам, использующим парламентскую систему. Федеральная власть, строго ограниченная, была зафиксирована за Конгрессом Конфедерации, чей «Президент Соединенных Штатов в собрании Конгресса» был также председателем Комитета Штатов, который должен был выполнять функции, идентичные полномочиям современного Кабинета.
Конституция же создала должности президента и вице-президента, полностью отделив эти должности от Конгресса и учредила Коллегию выборщиков, основанную на представительстве каждого штата в Конгрессе (от количества конгрессменов зависело количество выборщиков), в которой каждый выборщик должен был отдать два голоса за кандидатов на пост президента и вице-президента. В 1804 эта процедура была изменена ратификацией Двенадцатой поправки. В штатах использовались разные методы выбора выборщиков: в пяти штатах местный законодательный орган выбирал выборщиков, в то время как остальные шесть выбирали выборщиков так или иначе с участием всенародного голосования, хотя только в двух штатах выбор зависел напрямую от голосования избирателей.
Чрезвычайно популярный Вашингтон был известен как бывший командующий Континентальной армией во время Американской войны за независимость. После того, как он согласился участвовать в выборах, он был легко избран единогласно. Вашингтон не выбрал себе кандидата на пост вице-президента самостоятельно, поскольку этот механизм еще не был разработан.
На тот момент никаких официальных политических партий не существовало, хотя неформальные организованные последовательные разногласия между будущими федералистами и антифедералистами уже проявилось. Таким образом, голосование на пост вице-президента было конкурентным. Томас Джефферсон предполагал, что популярный лидер Севера, такой как губернатор Массачусетса Джон Хэнкок или бывший посланник США в Великобритании Джон Адамс будет избран вице-президентом. Лидеры антифедералистов, такие как Патрик Генри и Джордж Клинтон также были потенциальными кандидатами на эту должность.
Все 69 присутствовавших выборщиков отдали один голос за Вашингтона, сделав его избрание единогласным. Адамс получил 34 голоса выборщиков и пост вице-президента. Оставшиеся 35 голосов выборщиков были разделены между 10 другими кандидатами. Три штата не имели права участвовать в выборах: законодательный орган Нью-Йорка не выбрал выборщиков вовремя, а Северная Каролина и Род-Айленд еще не ратифицировали Конституцию. Вашингтон был инаугурирован в Нью-Йорке 30 апреля 1789 года, через 57 дней после созыва Первого конгресса.

## Выборы

### Контекст выборов
До выборов 1789 года президент Континентального конгресса, образованного в 1774 году, не являлся выборной должностью и обладал ограниченной властью, сравнимой с таковой спикера парламента или Президента сената США наших дней. Выборы были проведены согласно второй статье Конституции США, принятой 17 сентября 1787 года. Из 13 штатов в выборах участвовало 10: Северная Каролина и Род-Айленд к тому времени ещё не ратифицировали Конституцию США, а Нью-Йорк не успел принять соответствующие законодательные акты.
По всеобщему согласию, Джордж Вашингтон избирался президентом без реальных оппонентов, так как обладал огромной популярностью и председательствовал на Филадельфийском конвенте. Каждый выборщик обладал 2 голосами. Кандидат, получавший 50 % голосов или более, избирался президентом. Выборщики были избраны в своих штатах и голосование проходило на всеобщем собрании. При этом вторые голоса выборщиков распределились среди остальных кандидатов. Получивший 34 голоса Джон Адамс занял второе место по количеству голосов и был выбран вице-президентом.

### Кандидаты
- Джон Адамс, бывший посол в Великобритании, из Массачусетса
- Джеймс Армстронг, политик из Джорджии
- Джордж Клинтон, губернатор Нью-Йорка
- Роберт Харрисон, судья, из Мэриленд
- Джон Хэнкок, губернатор Массачусетса и бывший президент Континентального конгресса
- Сэмюэл Хангтингтон, губернатор Коннектикута
- Джон Джей, министр иностранных дел США, из Нью-Йорка
- Бенджамин Линкольн, вице-губернатор Массачусетса
- Джон Милтон, политик из Джорджии
- Джон Рутледж, бывший губернатор Южной Каролины
- Эдвард Телфейр, бывший губернатор Джорджии
- Джордж Вашингтон, бывший Главнокомандующий Континентальной армии, из Виргинии

### Результаты
Победил Джордж Вашингтон, набравший 100 % голосов.